# Philippe Waty
Philippe Waty est un peintre français né le 8 février 1956 à Paris et mort le 26 mars 2012 en Thaïlande. Il est, avec César Maurel et Tristam, cofondateur du groupe des Musulmans fumants en 1980.

## Biographie
Philippe Waty est né à Paris le 8 février 1956. 
Il étudie à l'École supérieure de commerce d'Amiens. Il s'installe à Paris et commence à peindre en autodidacte. Ses premières toiles datent de la fin des années 1970. Il s'inscrit alors dans une veine proche de la figuration narrative. Il est notamment inspiré par les œuvres de Gérard Fromanger. Son style évolue ensuite vers des formes géométriques. Fréquentant les membres de la figuration libre, il est souvent associé à ce mouvement phare des années 1980. Délaissant les œuvres figuratives, il produit dans les années 1980 des mandalas géométriques, pratique qu'il poursuit jusqu'à sa mort.
Au début des années 1980, il crée, avec César Maurel et Tristam, Les Musulmans fumants. Ils sont rejoints en 1981 par Francky Boy et en 1983 par Fabrice Langlade et Dominique Gangloff. Ils réalisent ensemble des tableaux collectifs et fréquentent le Palace. En 1986, ils réalisent le logo de la boite de nuit parisienne. Cette même année, ils organisent une exposition pirate à la FIAC. Avec les musulmans fumants, Philippe Waty expose en France et en Europe. Il participe également à la réalisation de fresque (maison de Coluche en 1984, boîte de nuit The Limelight à Londres en 1987…). 
Après sa mort en 2012, une rétrospective de ses œuvres est organisée à la galerie 24 à Paris.

## Anecdote
Son surnom, La Wat, aurait inspiré à Pierre Grillet le tube C'est la ouate, interprété par Caroline Loeb.